# Hydrovatus madagascariensis
Hydrovatus madagascariensis är en skalbaggsart som beskrevs av Régimbart 1903. Hydrovatus madagascariensis ingår i släktet Hydrovatus och familjen dykare. Inga underarter finns listade i Catalogue of Life.